# District de Kattowitz

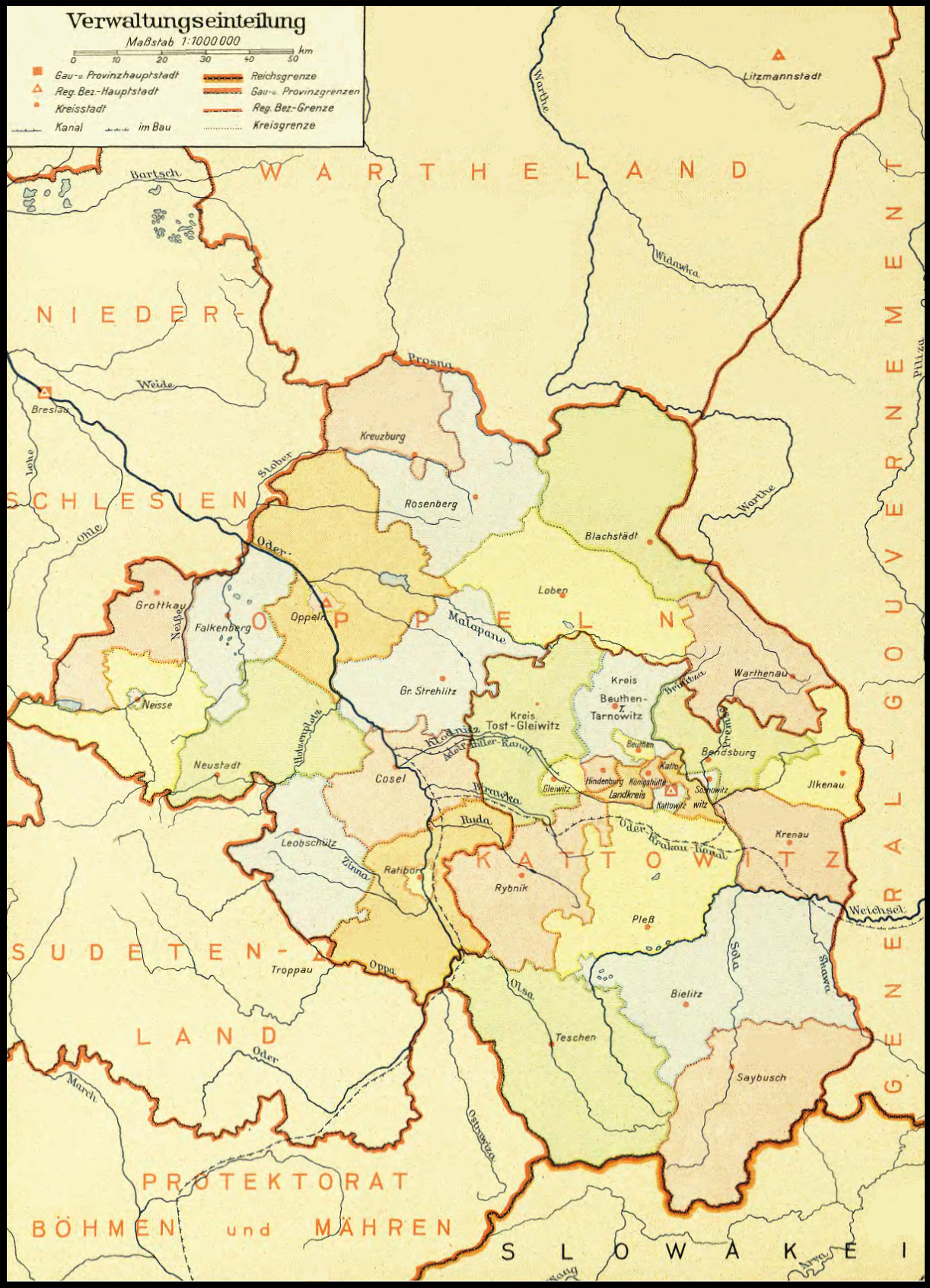
Districts et arrondissements du Gau de Haute-Silésie (1943)

Le district de Kattowitz est un district de la province prussienne de Silésie de 1939 à 1941 et  de la province de Haute-Silésie de 1941 à 1945. La région appartient désormais à la Pologne et de petites parties (le territoire d'Olza et région de Hlučín) appartiennent également à la République tchèque.

## Histoire
Le district de Kattowitz est créé en 1939 dans la province prussienne de Silésie. Il comprend des zones qui ont été annexées par le Reich allemand à l'automne 1939 à la suite de l'occupation allemande de la Pologne par la Wehrmacht. Il y a aussi des parties du district d'Oppeln. En 1939, le district de Kattowitz couvre une superficie de 8 924 km² et compte 2 967 329 habitants. En raison de la guerre, le conseil du district de Kattowitz est transféré au début de 1945 à Teschen, puis à Carlsbad. Après la fin de la Seconde Guerre mondiale, le territoire du district tombe aux mains de la Pologne et de la Tchécoslovaquie.

## Division administrative
Arrondissements urbains :
- Beuthen (qui fait partie du district allemand d'Oppeln jusqu'en 1939)
- Gleiwitz (qui fait partie du district allemand d'Oppeln jusqu'en 1939)
- Hindenburg-en-Haute-Silésie (qui fait partie du district allemand d'Oppeln jusqu'en 1939)
- Königshütte (partie de la Pologne jusqu'en 1939)
- Kattowitz (partie de la Pologne jusqu'en 1939)

Arrondissements :
- Bendsburg (de) (jusqu'en 1939 powiat de Będzin, Pologne)
- Beuthen-Tarnowitz (en partie jusqu'en 1939 powiat de Tarnowskie Góry, Pologne)
- Bielitz (de) (jusqu'en 1939 powiat de Bielsko-Biała, Pologne)
- Blachstädt (de) (jusqu'en 1939 powiat de Częstochowa, Pologne)
- Kattowitz (de) (jusqu'en 1939 powiat de Katowice, Pologne)
- Krenau (de) (jusqu'en 1939 powiat de Chrzanow, Pologne)
- Ilkenau (de) (jusqu'en 1939 powiat d'Olkusz, Pologne)
- Pless (de) (jusqu'en 1939 powiat de Pszczyna, Pologne)
- Rybnik (de) (jusqu'en 1939 powiat de Rybnik, Pologne)
- Saybusch (de) (jusqu'en 1939 powiat de Żywiec, Pologne)
- Teschen (de) (jusqu'en 1939 powiat de Cieszyn, Pologne)
- Tost-Gleiwitz (de) (qui fait partie du district allemand d'Oppeln jusqu'en 1939)
- Warthenau (de) (jusqu'en 1939 powiat de Zawiercie, Pologne)

## Présidents du district
- Sous-secrétaire Walter Springorum (de) du ministère de l'Intérieur du Reich à Berlin (par intérim à partir du 26 octobre 1939, permanent à partir de mai 1940)[3]
- Vice-président du gouvernement Erich Keßler (de) (représentant du 21 octobre 1943 à septembre 1944)[4]
- Président du district Otto Müller-Haccius (de) du bureau du gouverneur du Reich à Graz (représentant depuis septembre 1944)[5]